# NGC 2971
NGC 2971 (другие обозначения — UGC 5197, MCG 6-22-5, ZWG 181.87, ZWG 182.5, PGC 27843) — спиральная галактика с перемычкой (SBb) на расстоянии около 100 Мпк в созвездии Малого Льва. Открыта Эдуардом Стефаном в 1884 году.
Этот объект входит в число перечисленных в оригинальной редакции «Нового общего каталога».
Галактика принадлежит к маленькой группе, наиболее ярким объектом в которой является линзовидная галактика NGC 2965, находящаяся в 6,75’ к северо-западу. В любительский телескоп галактика NGC 2971 видна как тусклое диффузное закруглённое пятнышко света с более ярким слабо сконцентрированным ядром.